# Hadsund
Hadsund (duń. wymowaⓘ) – miasto w Danii. Położone jest w gminie Mariagerfjord, w regionie Jutlandia Północna. Miasto ma 4913 mieszkańców (2015 rok).